# Eduard von Bomhard
Eduard Peter Apollonius Ritter von Bomhard, né le 2 octobre 1809 à Bayreuth et mort le 30 septembre 1886 à Munich, est un homme politique bavarois, ministre de la Justice du Royaume de Bavière de 1864 à 1867.

## Biographie
Eduard von Bomhard est le fils de l'inspecteur des finances du gouvernement bavarois Johann Ernst Georg Friedrich von Bomhard et de sa seconde épouse Wilhelmine Grüb. À partir de 1828, il étudie la philosophie et de droit dans les universités de Würzburg, Heidelberg et Munich. Au cours de ses études, il est devenu un membre de l'association d'étudiants Corps Bavaria Würzburg (de). C'est à Wurtzbourg qu'il épouse, le 7 août 1838, Magdalena Stecher.
En 1836, Eduard von Bomhard est procureur général et, en 1838, juge de paix à Deux-Ponts (Zweibrücken). À partir de 1843, il occupe divers postes dans la fonction judiciaire dans le Palatinat et en Bavière. En 1842, il est procureur au tribunal de Landau in der Pfalz dont il devient président en 1852. En 1857 von Bomhard est nommé président de la cour d'appel à Munich. En 1859, il est procureur général à la Cour d'appel d'Amberg. De 1862 à 1864, il est membre de la Commission chargée d'élaborer le Code de procédure civile allemand à Hanovre.
De 1864 à 1867, il est, sous Louis II, ministre de la Justice de Bavière, puis chef de cabinet du roi. En 1872, il refuse une nouvelle nomination au ministère de la justice. Il meurt le  30 septembre 1886 à Munich, à l'âge de 77 ans.

## Politique
De 1863 à 1867, Eduard von Bomhard est le répresentant de la circonscription de Forchheim à la Chambre des députés de Bavière, deuxième chambre du Parlement bavarois. Sur le plan politique, c'est un conservateur reconnu pour ses compétences.
Du 1er août 1864 au 30 avril 1867, il était ministre de la Justice du Royaume de Bavière. Il mène une politique résolument libérale après la démission de Ludwig von der Pfordten, politique initiées par son prédécesseur Karl von Schrenck. Sous von Bomhard elle se traduit par un amnistie générale.

## Publications
- Kleiner Leitfaden für die Notare. (Petit guide pour les notaires) Fedor Pohl, Amberg 1862, En ligne.